# Bruno Boscherie
Bruno Boscherie (* 22. Februar 1951 in Carpentras) ist ein ehemaliger französischer Florettfechter.

## Erfolge
Bruno Boscherie wurde 1971 in Wien im Mannschaftswettbewerb Weltmeister sowie 1978 in Hamburg Vizeweltmeister. Er erreichte zwei Jahre darauf bei den Olympischen Spielen 1980 in Moskau mit der Mannschaft ungeschlagen das Finale, in dem die französische Equipe gegen die Sowjetunion knapp mit 8:8-Siegen und 68:60-Treffern den ersten Platz belegte. Gemeinsam mit Philippe Bonnin, Didier Flament, Pascal Jolyot und Frédéric Pietruszka wurde er somit Olympiasieger.